# Granja-Escola de Fortianell
La Granja-Escola de Fortianell és una granja-escola d'agricultura, amb 125 ha de terreny, que es troba a Fortianell, poble del terme de Fortià (Alt Empordà), a l'oest del cap del municipi. L'edificació està inclosa en l'Inventari del Patrimoni Arquitectònic de Catalunya.

## Història
Fortianell és un llogarret del poble de Fortià documentat al segle x, hereu d'una ocupació anterior d'acord amb les restes aparegudes pels seus contorns. Fins a la construcció de la granja-escola era un petit nucli format per tres masos, una capella, dos molins, el de Fortianell i el de la Garriga, i un bon nombre de terres. El 1849 el conjunt de construccions i terres fou venut per la família Quintana al figuerenc Josep Estrada Aloy, de ben segur esperonat per Narcís Fages de Romà. Entre 1849 i 1855 la família Estrada, amb el suport del mateix Fages i el patrocini de la Diputació de Girona projecta i construeix un centre formatiu per revolucionar i introduir les noves tècniques i màquines a l'agricultura gironina i catalana de la mà dels fills de les grans famílies hisendades.
La creació d'aquesta granja, responia al fet que, "als Països Catalans, a part la presència d'uns quants enginyers agrònoms en els serveis provincials, durant el segle xix l'acció estatal per a la implantació i difusió d'una agricultura científica va ser pràcticament inexistent. Com en altres indrets, va dependre en bona part de les associacions dels propis agricultors, o bé d'organismes locals i provincials", com la Societat d'Agricultura de l'Empordà, fundada pel mateix Narcís Fages de Romà.
El centre va ser inaugurat el 4 de maig de 1855 i les classes per formar els fills dels hisendats i els encarregats de les explotacions gironines. La granja-escola va funcionar fins al 30 de setembre de 1875, quan la Diputació de Girona va donar per acabat el contracte amb la família Estrada i l'ensenyament es va traslladar a l'Institut Ramon Muntaner de Figueres, amb un cost molt menor que a Fortianell. Entre 1875 i el 1904 les terres van ser gestionades per parcers i l'edifici va restar quasi abandonat.
El 1904 l'antiga granja-escola va ser llogada als germans de les Escoles Cristianes, que van traslladar el seu centre de Limoux (Aude, França) per la prohibició de l'ensenyament religiós del govern d'Émile Combes. Fins al 1920 els germans lassal·lians van promoure l'ensenyament agrícola entre els seus alumnes francesos i catalans. En aquest període hi ha una gran reforma i ampliació de la granja per la part oest. A partir de 1920 l'escola retorna a França per la supressió de la llei Combes i les Escoles Cristianes hi instal·len una Escola de Novicis, que restarà en funcionament fins al 1936.
Amb l'esclat de la Guerra Civil espanyola els mestres i novicis fugen i després d'una disputa entre el comitè de Fortià i el de Figueres (Alt Empordà) passa a ser controlat pel segon. Entre 1936 i 1939 la granja i les terres van ser col·lectivitzades i utilitzades per a l'estada de nens espanyols refugiats i de membres de les brigades internacionals. El 1939 va ser ocupat per l'exèrcit Franquista, que va emmagatzemar-hi armament. A partir de 1942 la família Estrada recupera la propietat ocupada des de 1939 per l'exèrcit Franquista. Des dels anys 1940 la propietat ha passat a ser controlada per la família, sobretot a partir de la dècada de 1970 quan Josep Rahola Estrada recupera progressivament les terres arrendades i explota directament la propietat.

## Edificació
Gran granja situada als afores de Fortià, al lloc de Fortianell, a la carretera que porta a Vila-sacra. És una edificació en forma de U oberta a nord-oest bastida sobre restes anteriors. Presenta quatre torres de planta rectangular a les cantonades. En planta baixa té dues crugies cobertes per voltes de creueria de maó planer i suportades per pilars també de maó.
Posteriorment va afegir-se un altre cos tancant el pati. Es tracta de dues naus de planta rectangular de cinc crugies paral·leles a les façanes, amb tres arcs de maó suportats per pilars també de maó. La coberta és un embigat de fusta a dues aigües que aguanta les teules. Aquest cos dona façana a un segon pati comunicat amb l'anterior per uns arcs.
A la zona de ponent hi ha un jardí amb una avinguda de palmeres que emmarca l'entrada de la granja vers el portal que donava al camí Ral.